# Hutchinson, Noord-Kaap
Hutchinson este un oraș din provincia Noord-Kaap, Africa de Sud.